# Source 2
Source 2 ist eine Spiel-Engine, die von Valve entwickelt wurde. Sie wurde 2015 als Nachfolger zu Source vorgestellt. Das erste Spiel war Dota 2 welches noch im nächsten Jahr auf die neue Iteration portiert wurde. Es folgten weitere Titel von Valve wie Artifact, Dota Underlords, Half-Life: Alyx und zuletzt Counter-Strike 2.

## Entwicklung
Auf der Game Developers Conference 2015 wurde der Nachfolger der Source-Engine, Source 2 angekündigt. Sie ist komplett kostenlos, die Bedingung hierbei ist, dass das Spiel auf Steam veröffentlicht werden muss. Aktuell ist ein SDK der Source-2-Engine nicht öffentlich verfügbar. Dota 2 von Valve, dem Entwickler der Source-Engine, ist das erste Spiel, das die Source-2-Engine verwendete. Bis September 2015 basierte es auf der Source-Engine und wurde im Rahmen des Reborn-Updates auf die Source-2-Engine portiert. Half-Life: Alyx, ein weiterer Titel im Half-Life-Franchise, welcher am 23. März 2020 veröffentlicht wurde, basiert ebenfalls auf der Source-2-Engine und kommt mit integrierten Level-Editor.
Am 27. September 2023 Veröffentlichte Valve mit Counter-Strike 2, dem Nachfolger von Counter-Strike: Global Offensive, einen weiteren Titel basierend auf der Source-2-Engine.

## Titel
Folgende Spiele verwenden Source 2:
- Dota 2 (Juni 2015)[6]
- The Lab (April 2016)
- Destinations (Juni 2016)[7]
- Artifact (2018)[8]
- Dota Underlords (2019)[9]
- Half-Life: Alyx (2020)
- Aperture Desk Job (2022)
- Counter-Strike 2 (2023)[10]
- Sandbox (TBA)
- Deadlock (TBA)